# 헤일리 세일즈

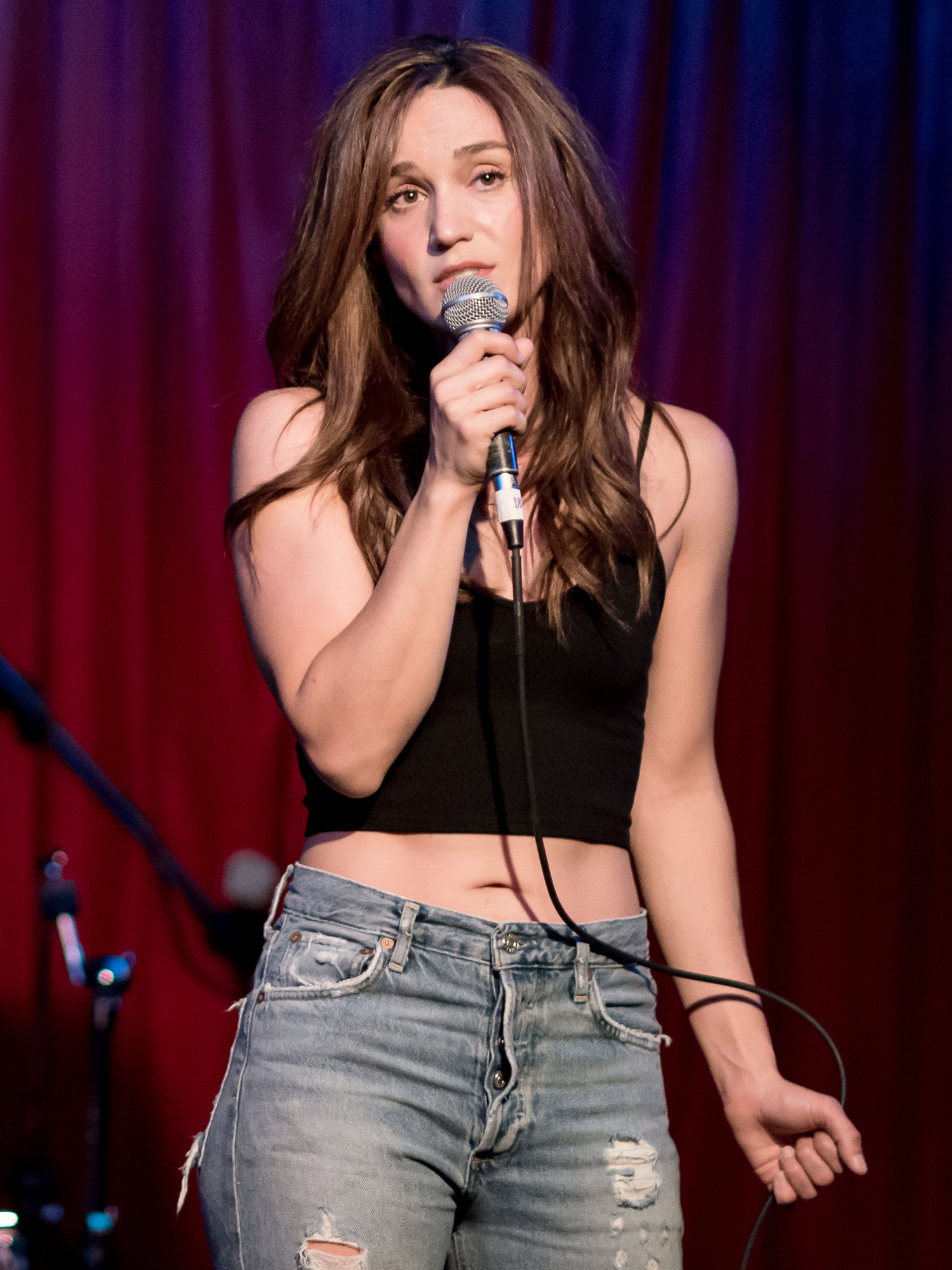

헤일리 세일즈(Hayley Sales, 1986년 8월 31일 ~ )는 미국의 배우, 싱어송라이터, 작곡가, 텔레비전 배우, 영화배우이다.
워싱턴 D.C.에서 태어났다.

## 영화
- 뮤턴트 이스케이프 (2022년) - 닥터 이사벨라 역
- 데드풀 2 (2018년) - 케이블의 부인 역
- 슬립오버 나이트메어 (2005년) - 칼리 역